# Polyalthia miliusoides
Polyalthia miliusoides är en kirimojaväxtart som beskrevs av Ian Mark Turner. Polyalthia miliusoides ingår i släktet Polyalthia och familjen kirimojaväxter. Inga underarter finns listade i Catalogue of Life.